# Gentilhomme
Pour les articles homonymes, voir Damoiseau (homonymie) et hobereau.

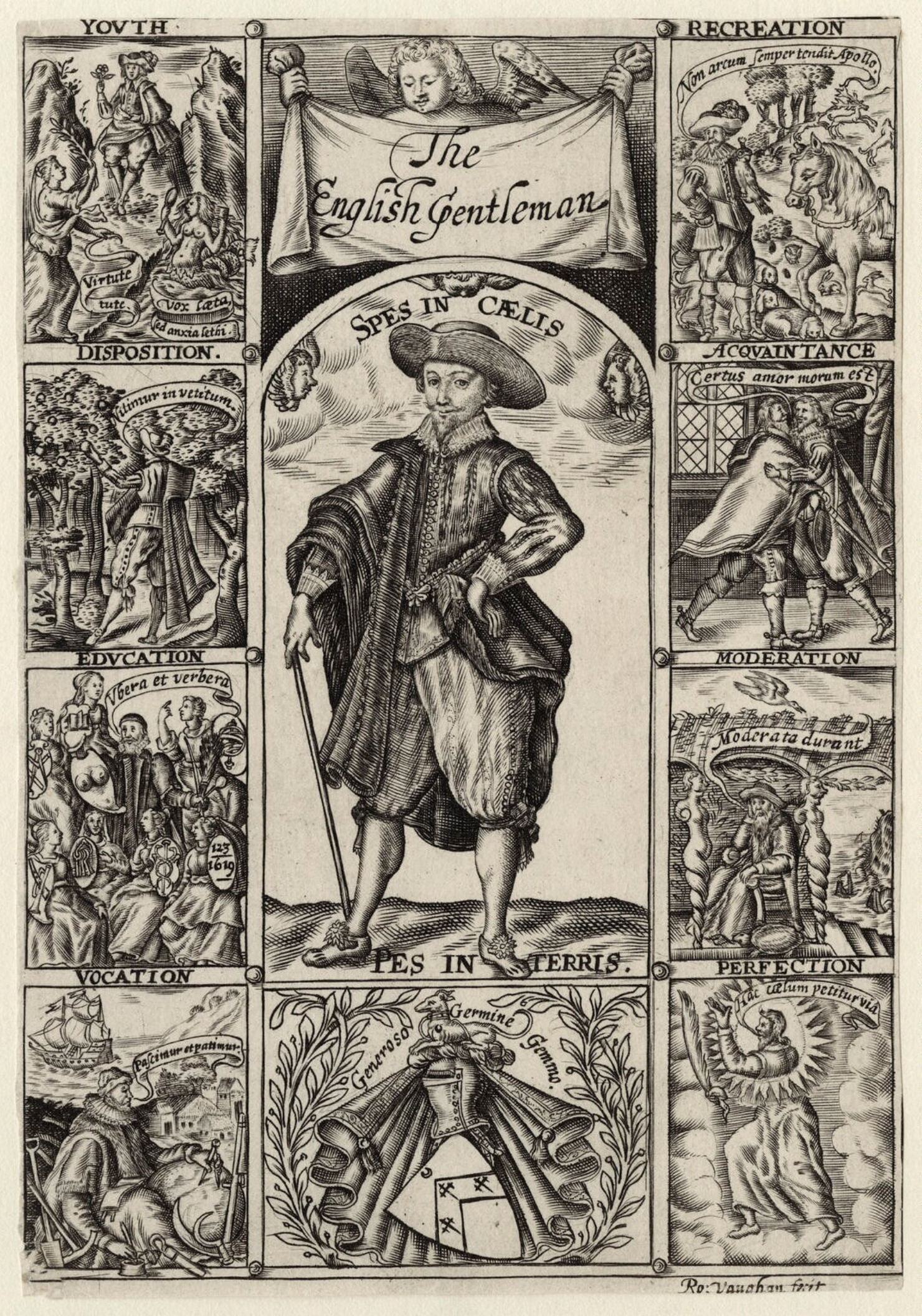
The Complete English Gentleman (1630) de Richard Brathwait, montrant les qualités exemplaires d'un gentilhomme.

Un gentilhomme (au féminin : gente dame) désignait en France un homme noble de naissance, à la différence de celui qui était anobli.

## Origine et définitions
L'adjectif gent, attesté en 1080 dans La Chanson de Roland, est issu du gallo-roman GENITU du bas latin genitus signifiant « bien né », puis « noble », « beau ». L'adjectif gentil est attesté à la fin du XIIe siècle dans la Vie de saint Alexis procède du latin gentilis signifiant « de famille, de race, membre d'une gente » avec le sens moderne de noble. C'est seulement au XVIIe siècle que ce mot prend le sens affaibli de « joli, gracieux, bon ».
Le féminin gente dame est tombé en désuétude à la fin du Moyen Âge, comme le terme damoiseau qui désignait un jeune noble n'ayant pas encore été armé chevalier, tandis que damoiselle s'est généralisé pour toutes les jeunes filles sous la forme altérée demoiselle.
Le terme gentilhomme a longtemps désigné un homme noble de naissance, à la différence de ceux qui étaient anoblis.
En 1549, les gentilshommes de la Maison du roi sont des hommes nobles attachés à la personne du roi.
En 1606, le terme de gentilhommière est attesté comme désignant le manoir modeste où demeure un gentilhomme et sa famille.
On pouvait distinguer les gentilshommes de nom et d'armes qui désignaient les membres des familles de noblesse dite immémoriale et les gentilshommes de quatre lignes qui désignaient ceux dont les huit bisaïeux étaient nobles. Il y avait aussi les gentilshommes verriers qui désignaient les familles nobles qui travaillaient le verre.

### Les gentilhommes de Laveline

Blason des gentilshommes de Laveline.

Il existait également la dénomination gentilhommes de Laveline, qui désignait les descendants en ligne masculine ou féminine d'un habitant du village de Laveline, en Lorraine, de la période des guerres de Bourgogne. En effet les habitants de ce village avaient été anoblis collectivement par le duc de Lorraine, René II, en 1476, pour avoir combattu spontanément les troupes de Charles le Téméraire et permis la libération de plusieurs villes de Lorraine du joug bourguignon, qui prend fin à la bataille de Nancy le 5 janvier 1477. 
Cette descendance devait toutefois faire l'objet d'une confirmation : « la qualité de "gentilhomme de Laveline" n'appartenait pas indistinctement à tous les descendants. Ils devaient, individuellement, se faire confirmer par un arrêt du Conseil d'Etat du duc, moyennant le paiement d'une finance modérée, et la justification des moyens permettant de vivre noblement. Faute d'être reconnus "gentilhommes de Laveline", ils ne pouvaient bénéficier des avantages attachés à cette qualité qui s'apparentait à la noblesse. ». Par arrêt de son conseil des 4 septembre 1739 & 18 mai 1743, Stanislas Leszczyński, duc de Lorraine, ordonna que les descendants mâles des Gentilshommes de Laveline transmettent leurs privilèges à leur postérité masculine ; mais que les maris des filles n'en jouiraient que pendant leur vie. 
La Révolution supprima la noblesse des Gentilshommes de Laveline, mais Louis XVIII la rétablit, et rien ne s’oppose à la transmission de cet état et au port des armoiries jusqu’à nos jours (dont il ne resterait aujourd'hui que deux familles : les de Rozières et les de Mengin).

## Aujourd'hui
Le terme de messire est toujours en semi-usage en Belgique, et celui de Sir (Sieur) au Royaume-Uni. Cette dénomination permet de ne pas utiliser le terme écuyer. Elle est notamment utilisée dans les annonces nécrologiques.

## Autres termes
On trouve dans l'ancien français, du XIIe au XVIe siècle, plusieurs termes provenant du latin populaire dominicellus, diminutif de dominus, maître ou seigneur :
- damoiseau désignant un jeune homme de la noblesse qui n'avait pas été fait chevalier,
- donzel a la même origine que damoiseau.

Du latin vulgaire dominicella, diminutif de domina, maîtresse :
- damoiselle ou demoiselle, féminin de damoiseau, pour une femme de la noblesse mariée à un damoiseau. L'usage de ce mot s'est élargi après la Révolution aux personnes non nobles.
- donzelle, féminin de donzel, avant un transfert de sens.